# La Sanie des siècles – Panégyrique de la dégénérescence
La Sanie des siècles – Panégyrique de la dégénérescence es el álbum de debut de la banda de Black Metal francesa Peste Noire.

## Antecedentes
La mayor parte del álbum se basa en pistas que aparecieron anteriormente en demos de Peste Noire (todas escritas y grabadas por La sale Famine de Valfunde con su propio equipo). Para La Sanie des siècles - Panégyrique de la dégénérescence, estas pistas de demostración se volvieron a grabar en el estudio Rosenkrantz con una formación completa (Indria como bajista y Winterhalter como baterista) que Famine había reclutado.
Este álbum todavía presenta el mismo sonido crudo de las demos de Peste Noire, pero se limpió sustancialmente en términos de escucha. La música todavía cae en la categoría de black metal, pero logra ir más allá de esta etiqueta a través de pistas extensas que mantienen su impulso en el transcurso de 5 a 11 minutos. Famine también usó muchos samples en su música, tomados de una variedad de fuentes, para construir la atmósfera retorcida y misteriosa que tiene el producto final. También todavía están en su lugar el trabajo de guitarra de Famine. Neige, que era el baterista de sesión de PN en las demos, ya no era miembro de Peste Noire cuando se grabó La Sanie des siècles, sin embargo apareció en "Nous sommes fanés" y "Des médecins malades et des saints séquestrés" como batería de sesión (solo), porque básicamente estas dos canciones son pistas de demostración antiguas que no se volvieron a grabar en la sesión de estudio de La Sanie des siècles. Son bonus tracks, presentes en su versión demo del álbum.
Famine dejé las cosas claras cuando dijo: "La idea más absurda difundida por idiotas es que La Sanie des siècles es mejor porque Neige estaba más involucrado en su grabación y producción, pero el caso es que el disco se grabó sin Neige, en 2005, cuando lo eché de la banda. Neige nunca tuvo ninguna influencia en mi música en la más mínima forma posible; Escribo todo y le digo a la gente lo que deben hacer con MIS riffs. Esto fue exactamente lo que pasó con Neige, ¡pregúntale! [...] Afirmar que Neige es una figura importante en PN es lo mismo que decir que la persona que interpreta el triángulo en SOPOR AETERNUS Y EL ENSEMBLE DE SOMBRAS es el hombre principal en SOPOR ".
PN toca un estilo de black metal basado en la guitarra, que incorpora una composición muy variada. Los riffs y los leads tienen un tinte melódico y hay una sensación oscura y melancólica subyacente en todo el álbum. Debido a su incorporación de órgano, guitarras de base folk, riffs inusuales, solos de guitarra y el uso de múltiples tipos diferentes de voces de black metal, La Sanie des siècles - Panégyrique de la dégénérescence recibió muchos elogios de la crítica tanto de los fanáticos como de la prensa.
Su concepto de "convertir el barro en oro" se muestra en la entrevista de Famine que aparece en el folleto del álbum y se materializa en la maestría musical de Famine (guitarras), Winterhalter (batería) e Indria (bajo). En esta entrevista en francés, Famine dice que Black Metal se trata de convertir lo feo, lo repugnante y lo horrible en algo hermoso. El álbum siguiente de 2007 Folkfuck Folie mostrará la consolidación y la profundización de este concepto.
Según Famine, los temas generales que atraviesan La Sanie des siècles son "un paralelo entre el apocalipsis medieval y moderno; el declive del mundo actual y el deseo de verlo extinguirse ya que no se puede salvar; la venganza y el retorno fantaseado de Nuestro Propio (nuestro Propio: una nobleza caída social, psíquica y fisiológicamente humillada ). Aniquilando el mundo que nos ha aniquilado. Invita a la gente a hacerlo ".
Todas las canciones, letras y solos de La Sanie des siècles - Panégyrique de la dégénérescence fueron escritas exclusivamente por La sale Famine de Valfunde excepto la letra de "Le mort joyeux" y "Spleen" de Charles Baudelaire y "Dueil Angoisseus" de Christine de Pizan. Toda la obra de arte y el concepto imaginado por La sale Famine de Valfunde.

### Ventas y lanzamientos
Este disco se limitó a 2.000 piezas durante su primer ciclo de edición, pero se agotó rápidamente debido al crecimiento de la base de fans de la banda, en 2008 fue reimpreso por Transcendental Creations.
En agosto de 2009 se lanzó una versión limitada en vinilo coproducida por De profundis éditions y el sello finlandés Ahdistuksen Aihio Productions.

## Lista de canciones
| N.º   | Título                                             | Duración |  |
| 1.    | «Nous sommes fanés» (Instrumental)                 | 02:18    |  |
| 2.    | «Le mort joyeux»                                   | 04:40    |  |
| 3.    | «Laus Tibi Domine»                                 | 06:57    |  |
| 4.    | «Spleen»                                           | 05:47    |  |
| 5.    | «Phalènes et pestilence - Salvatrice averse»       | 11:46    |  |
| 6.    | «Retour de flamme (Hooligan Black Metal)»          | 04:18    |  |
| 7.    | «Dueil angoisseus (Christine de Pisan, 1362-1431)» | 07:02    |  |
| 8.    | «Des médecins malades et des saints séquestrés»    | 09:09    |  |
| 51:57 |                                                    |          |  |

## Créditos
- La Sale Famine de Valfunde – guitarras, voces, bajo (en "Phalènes et pestilence – Salvatrice averse"), todas las  canciones, solos, letras (excepto las letras tomadas de Baudelaire y Christine de Pisan)
- Indria – Bajo
- Winterhalter – Batería

En pistas de demostración extra:
- Neige – órgano y batería (en "Nous sommes fanés" y "Des médecins malades et des santos séquestrés"), breve aparición vocal invitada (en las pistas "Retour de flamme (Hooligan Metal Negro)" y "Dueil angoisseus"), bajo (en "Des médecins malades et des santos séquestrés")